# Paula Arias Manjón
Paula Arias Manjón (ur. 26 lutego 2000) – hiszpańska tenisistka, triumfatorka French Open w sezonie 2016 w konkurencji gry podwójnej dziewcząt w parze z Olgą Danilović.

## Kariera juniorska
W 2016 roku zwyciężyła w zawodach French Open w grze podwójnej dziewcząt. Partnerowała jej Serbka Olga Danilović, z którą w finale pokonała Rosjanki Olesię Pierwuszynę oraz Anastasiję Potapową. W tym samym roku na Wimbledonie Rosjanki zrewanżowały się za poprzednią porażkę, wygrywając 6:1, 6:1.

## Kariera seniorska
Zwyciężyła w jednym singlowym i trzech turniejach deblowych rangi ITF. Najwyżej w rankingu singlowym WTA była na miejscu 728. (16 września 2019) natomiast w deblowym 592 (24 września 2018).

## Wygrane turnieje rangi ITF
| turnieje z pulą nagród 100 000 $ |
| turnieje z pulą nagród 75 000 $  |
| turnieje z pulą nagród 50 000 $  |
| turnieje z pulą nagród 25 000 $  |
| turnieje z pulą nagród 15 000 $  |
| turnieje z pulą nagród 10 000 $  |

### Gra pojedyncza
|    | Data       | Turniej | Naw.    | Przeciwniczka | Wynik    |
| 1. | 30/04/2023 | Telde   | Ceglana | Kaylah Mcphee | 7:5, 6:4 |

### Gra podwójna
|    | Data       | Turniej | Kat. | ($)    | Naw.   | Partnerka            | Finalistki                              | Wynik          |
| 1. | 01/10/2017 | Melilla | ITF  | 15 000 | ziemna | Eva Guerrero Alvarez | Noelia Bouzo Zanotti Angela Fita Boluda | 4:6, 6:4, 10-3 |

## Finały juniorskich turniejów wielkoszlemowych

### Gra podwójna
| Końcowy wynik | Rok  | Turniej     | Nawierzchnia | Partnerka      | Przeciwniczki                          | Wynik finału   |
| Zwyciężczyni  | 2016 | French Open | Ceglana      | Olga Danilović | Olesia Pierwuszyna Anastasija Potapowa | 3:6, 6:3, 10–8 |